# 西倉まより
西倉 まより（にしくら まより）は、日本の元AV女優。

## 略歴・人物
2019年6月、SODクリエイト専属女優としてAVデビュー。所属事務所はNAXプロモーション。
2019年8月をもって専属を離れ、以降は企画単体女優として活動。
2020年7月31日、公式ツイッターで“新たな道に進むため”にAVを引退することを発表（アカウントは後に削除）。

## 出演作品

### アダルトDVD
2019年
- 白い肌の健康優良娘、たまんない! 西倉まより SOD専属 AVデビュー（6月6日、SODクリエイト）
- 昼間っから一日中、ず〜っと性交 色白ミルク肌の制服美少女 西倉まより（7月11日、SODクリエイト）
- 西倉(にしくら)まより おじさんと体液交換 接吻、舐めあい、唾飲みせっくす（8月8日、SODクリエイト）
- 一般男女モニタリングAV×マジックミラー便コラボ企画 勉強漬けの毎日をすごす性欲の溜まった10代の予備校生がまたがり顔面騎乗クンニで人生初の大失禁イキ!! 3 インタビュー中にずぅーっと生クリトリスを激しくジュルジュルと舐められ膣内に舌をねじ込まれて発情してしま禁欲中の未成年オマ○コはデカチン中出しSEXまでしてしまうのか!? in 渋谷&御茶ノ水（10月7日、ディープス）※「かな」名義　他出演:ののか、みゆ、あやか
- 素人女子大生ナンパ! SEX の途中でコンドームポイっ! デカち●ぽ気持ちよすぎて涙目アへ顔お嬢さんに『ピル飲んでよ』イケボで生ハメ交渉。 ま●この中にぶっ放した後、アフターピル飲む姿まで完全収録!（10月11日、赤面女子）他出演:弥生みづき、七瀬ひな、浜崎みくる
- この人の身体に初めて触れ、秘めていた感情を抑えることが出来なかった放課後（12月13日、ヒメゴト）他出演:大原ゆりあ、七菜原ココ
- おじさんの舌をフェラチオのように吸い…心からおじさんといちゃいちゃしてくれる。 おじさんのことが好きすぎる天使のようなひよこ女子といちゃいちゃSEX（12月26日、ひよこ）他出演:あやめ陽菜、宮沢ちはる

2020年
- 寝取らせ検証 『夫婦のセックスを記念に残すはずが代役との疑似SEXに…』プライベートAV制作で他人棒をオマ○コに擦られ続けた妻はその後浮気してしまうのか? VOL.2（2月6日、コスモス映像）※「サオリ」名義　他出演:ハルカ
- 入院したら隣がけなげなひよこ女子。ムラムラが我慢できなくなって小さな体を固定して敏感マ●コの奥(子宮)をガン突きしまくった。（2月6日、ひよこ）他出演:新田みれい、冬愛ことね
- 義妹を家庭内ストーカー!我慢できずに危険日中出し13連発!（2月19日、Hunter）他出演:富田優衣、深田結梨、七海ゆあ、上川星空
- シロウト女子個人撮影ハメ撮り日記(双方合意の上でハメてます) むじゃきなビッチ天然オサせ まよりちゃんBかっぷ（2月22日、シャーク）
- 思春期の性の暴走。 黒人を責めまくるひよこビッチ。（3月12日、ひよこ）他出演:河奈亜依、山井すず
- ジャージ&メガネの地味マネージャーのエロ可愛い下着にギャップ萌えフル勃起! メガネで地味なマネージャーの着替えを偶然見てしまったボク!色気のないマネージャーだと思っていたら下着だけは超可愛くてギャップ萌え!それ以来、マネージャーの着替えを覗いていたボクはさらに仰天!!なんと、今日のパンティーはTバック!大興奮でもう我慢できない!!!!気付けばエンドレスハードピストンでハメまくって中出しまでしちゃいました!（3月19日、アパッチ）他出演:宮沢ちはる、豊中アリス、本橋実来、冬愛ことね
- 一昨日彼氏とヤったばかりなのにさっき出会った知らないオジサンと生でセックスして、中にいっぱい出されちゃった（3月25日、ホームルーム）他出演:はとり心咲、早美れむ
- 史上最高レベルにかわいい素人9名 完全撮り下ろし永久保存版! 奥までズッポリ絶倫ピストン ディルドオナニー 2（4月10日、S級素人）他出演:浜崎みくる、沖乃麻友、野々原なずな、河北はるな、柊るい、七瀬ひな、水波ちあき、弥生みづき
- 青春時代の淡い思い出!!! 色んな初めてで大人へと性長する 真面目な黒髪美少女!!!（5月1日、AV）
- 西倉さんが屁ェこいた（5月25日、1113工房）
- 女子校生イキ過ぎ激ピストン ディルドオナニー（6月15日、プリモ）他出演:ふわり結愛、あまね弥生、夢乃美咲、千野みゆき、岸谷燈、河奈亜依、成田咲歩、泉りおん ほか
- 〜強制いじめ連鎖〜 「お前を解放してやるから次の肉便器(友達)を連れてこい!」（7月7日、Hunter）共演:新田みれい、桜美ゆきな、高梨ことり、夏原唯
- 幻覚!妄想? いままでメスとみなしていなかった妹に突然、猫耳が生えて… 2 二次元好きの僕はドストライクすぎて痛いほど超勃起しちゃった!（7月10日、Z-MEN）他出演：枢木あおい、平川琴菜
- チ○コをうずめたいお尻… ひよこ女子の無防備桃尻がプリプリで我慢できない。（8月13日、ひよこ）他出演:平手まな、松本いちか
- 看護師の義妹が僕の前であざと可愛く無防備なので我慢できずにハメてしまった…（8月14日、Z-MEN）他出演:枢木あおい、春川莉乃
- 『すごい〜!お兄ちゃんの大きいおちん○んが挿ってくる!』 超ウブでまだまだ子供だと思っていた妹が両手で支えるほどの大きいボクのおちん○んを自分の中にぶっ刺したらあまりの気持ち良さに我を忘れてよだれを垂らしながら何度も何度も感じまくる!（9月19日、Hunter）他出演:神野ひな、市川花音、夢乃美咲、泉りおん
- SUPERパックリまんこアップ4時間SP vol.19（10月1日、サルトル映像出版）他出演:神野ひな、若槻さくら、五十嵐かな、弥生みづき、川田みはる ほか
- 「妊娠しちゃうから…絶対ダメなのに…でも…」 してはいけない相手とのしてはいけない危険日に何度も何度も妊娠確実な連続中出し! 次第に中出しイキで感じまくり自ら中出しを求める女たち。（10月19日、Hunter）他出演:逢見リカ、有村のぞみ、栗山絵麻、若月みいな
- 強勢起立ガニ股痴漢 〜腰が抜けても立ちっぱなしで何度もイカされ漏らしまくる美脚娘〜（10月22日、ナチュラルハイ）他出演:永瀬ゆい、富田優衣、妃月るい
- 西倉さんがまた屁ェこいた（10月25日、1113工房）
- 放課後肉便器 13人目（10月25日、豊彦）※「鶴島さゆき」名義
- ひよこ2周年記念。 絶対に逆らえない(弱い)立場のひよこ女子に真正ナマ派中出しおじさんが出会ってしまった…（11月26日、ひよこ）他出演:夢乃美咲、前乃菜々
- 夜行バスで声も出せずイカされた隙に生ハメされた女はスローピストンの痺れる快感に理性を失い中出しも拒めない 女子○生限定 6（12月10日、ナチュラルハイ）他出演:穂高ひな、七菜原ココ、小鳥遊ももえ

### VR
- 妹が童貞チ●ポ刺激する。久しぶりに帰省した実家で兄がいるのに突然全裸!!思わず勃起した姿を見て可哀そうになったのか「童貞奪ってあげよっか?」とまさかの衝撃発言。気持ち良すぎて暴発してしまったボクは性欲覚醒!!妹が「やめてぇ。妊娠しちゃう…。」と嫌がっても収まりの効かなくなった覚醒チ●ポで何度も何度も中出しを繰り返すのであった…。（2020年3月26日、こあらVR）
- 3DVR全裸図鑑 謝礼しますのでハダカを見せてください!クンニさせてください!アナルを舐めさせてください!（2020年6月19日、こあらVR）他出演：宇佐木あいか、愛須心亜、松本いちか、咲乃小春、柊るい、有村えりか、森本つぐみ、近藤れおな、原花音、野々原なずな、あおいれな、奏音かのん、河西乃愛、早美れむ

### 配信
2019年
- 【初撮り】【童顔清楚系】【初心な彼女の初体験】美人受付嬢が魅せる仕事外の痴顔。男根好きな清楚系のギャップフェラ。彼氏より大きいあそこを膣奥で感じる。 ネットでAV応募→AV体験撮影 1062（9月12日、シロウトTV）
- まより（10月5日、バイトちゃん）
- まより（10月10日、俺の素人）
- まよちゃん（10月12日、バイトちゃん）
- h594 西倉茉莉（12月25日、HAPPY FISH）

2020年
- 【幼顔神尻】制服美少女は年上好き!手首くらい太い生ちんぽをねじ込まれクリも乳首も気持ち良い×2でピン勃起♡初ポルチオでピンク声ぴえんさせたwww【素人　ハメ撮り】（2月3日、令和美少女　ゼロ号機）
- 痴漢師に無理やり挿れられたリモバイが取れず濡れシミができるほどガニ股失禁するパンスト女子○生（4月13日、ナチュラルハイ）
- 【レス妻３人】チンポに飢えた超美尻妻・産後処女妻・母性満開妻が大集合!学生の活きのイイ固いペニスをしゃぶり尽くすフェラチオ映像【口内射精】【人妻】（6月9日、シャク八郎）※「ひなみ」名義　他出演:るみ、ゆうか
- W特典付き【電車痴漢】★顔出し制服JK★水色ワンピ制服が眩しいクラスの憧れ美少女★成績優秀JKにイラマからの全裸生中出し（7月10日、ゆず故障）
- 酔っぱらった男を自宅まで送ってきた女は実はヤル気満々?説（10月2日、むちゃぶりTV）